# Liste der Monuments historiques in Vauclusotte
Die Liste der Monuments historiques in Vauclusotte führt die Monuments historiques in der französischen Gemeinde Vauclusotte auf.

## Liste der Immobilien
| Bezeichnung           | Beschreibung                                                                  | Standort                    | Kennzeichnung | Schutzstatus | Datum | Bild           |
| --------------------- | ----------------------------------------------------------------------------- | --------------------------- | ------------- | ------------ | ----- | -------------- |
| Maison des Pourcelots | Wohnhaus, zweite Hälfte des 18. Jahrhunderts; mit Teilen der Innenausstattung | 2 Rue de la Fontaine (Lage) | PA00101732    | Inscrit      | 1986  | weitere Bilder |

## Liste der Objekte
| Bezeichnung | Beschreibung          | Standort                          | Kennzeichnung | Schutzstatus | Datum | Bild |
| ----------- | --------------------- | --------------------------------- | ------------- | ------------ | ----- | ---- |
| Glocke      | Bronze, 1763 gegossen | in der Kirche Saint-Joseph (Lage) | PM25001383    | Classé       | 1942  |      |